# Everardia vareschii
Everardia vareschii là loài thực vật có hoa trong họ Cói. Loài này được Maguire mô tả khoa học đầu tiên năm 1957.